# Арабатский заказник
Араба́тский зака́зник (укр. Арабатський заказник, крымскотат. Arabat muvaqqat qoruğı, Арабат мувакъкъат къоругъы) — ботанический заказник общегосударственного значения, расположенный у южной оконечности косы Арабатская стрелка на Индольской низменности, на крайнем западе Ленинского района (Крым). Площадь заказника составляет 600 га. Создан 28 октября 1974 года. Землепользователь — Министерство экологии и природных ресурсов Республики Крым, Государственное автономное учреждение Республики Крым «Управление особо охраняемыми природными территориями Республики Крым»; ранее СХЗ «Семисотка».

## История
Заказник основан Постановлением Совета Министров УССР от 28.10.74 г. № 500 «О создании заказников общегосударственного значения в Украинской ССР».
Должны будут установлены границы территории Арабатского заказника, после разрешения Совета министров АРК по заказу Республиканского комитета по земельным ресурсам АРК.
Является государственным природным заказником регионального значения, согласно Распоряжению Совета министров Республики Крым от 05.02.2015 № 69-р «Об утверждении Перечня особо охраняемых природных территорий регионального значения Республики Крым».

## Описание
Заказник создан с целью сохранения, возобновления и рационального использования типичных и уникальных природных комплексов: ценного флористического комплекса целинной степи. На территории заказника запрещается или ограничивается любая деятельность, если она противоречит целям его создания или причиняет вред природным комплексам и их компонентам.
Территория заказника представлена двумя участками (по 300 га): северный — урочище Рожкова — участок косы Арабатская стрелка (в 34 км на север от крепости Арабатка и 11 на восток от села Дмитровка) с прилегающей акваторией (залив Сиваш и Азовское море); южный — участок (в 4 км на запад от села Львово) у южной оконечности косы Арабатская Стрелка с прилегающей акваторией (залив Сиваш).
Ближайший населённый пункт — сёла Соляное и Каменское Ленинского района, город — Феодосия.

## Природа
Природа заказника представляет собой приморскую степь с солончаковой растительностью, с естественными степными растительными и животными сообщества. Здесь произрастают растения, приспособленные к солонцеватым почвам. Весной тюльпаны сплошным ковром покрывают степь. Также флора представлена видами родов кермек (Limonium), сарсазан (Halocnе́mum), солерос (Salicornia). Встречается краснокнижный вид тимьян прибрежный (Thymus littoralis Klokov et Des.-Shost.) — эндемик азовского побережья Крыма (с Арабатской Стрелкой).